# Хмелевський Володимир Миколайович
Володи́мир Миколайович Хмелевський  (іноді — Хмелівський; 26 липня 1900, с. Кам'янече, Київська губернія, тепер Новоархангельський район, Кіровоградська область — 27 січня 1959) — український акушер-гінеколог. Доктор медичних наук, професор.

## Біографія
Закінчив Київський медичний інститут 1925 року, з 1931 — співробітник Київського інституту удосконалення лікарів.
Під час німецько-радянської війни 1941 року евакуювався з родиною в Харків, а за 2 місяці — в Челябінськ. 1944 року повернувся до Києва, родина жила в будинку 13 на вулиці Інститутській.

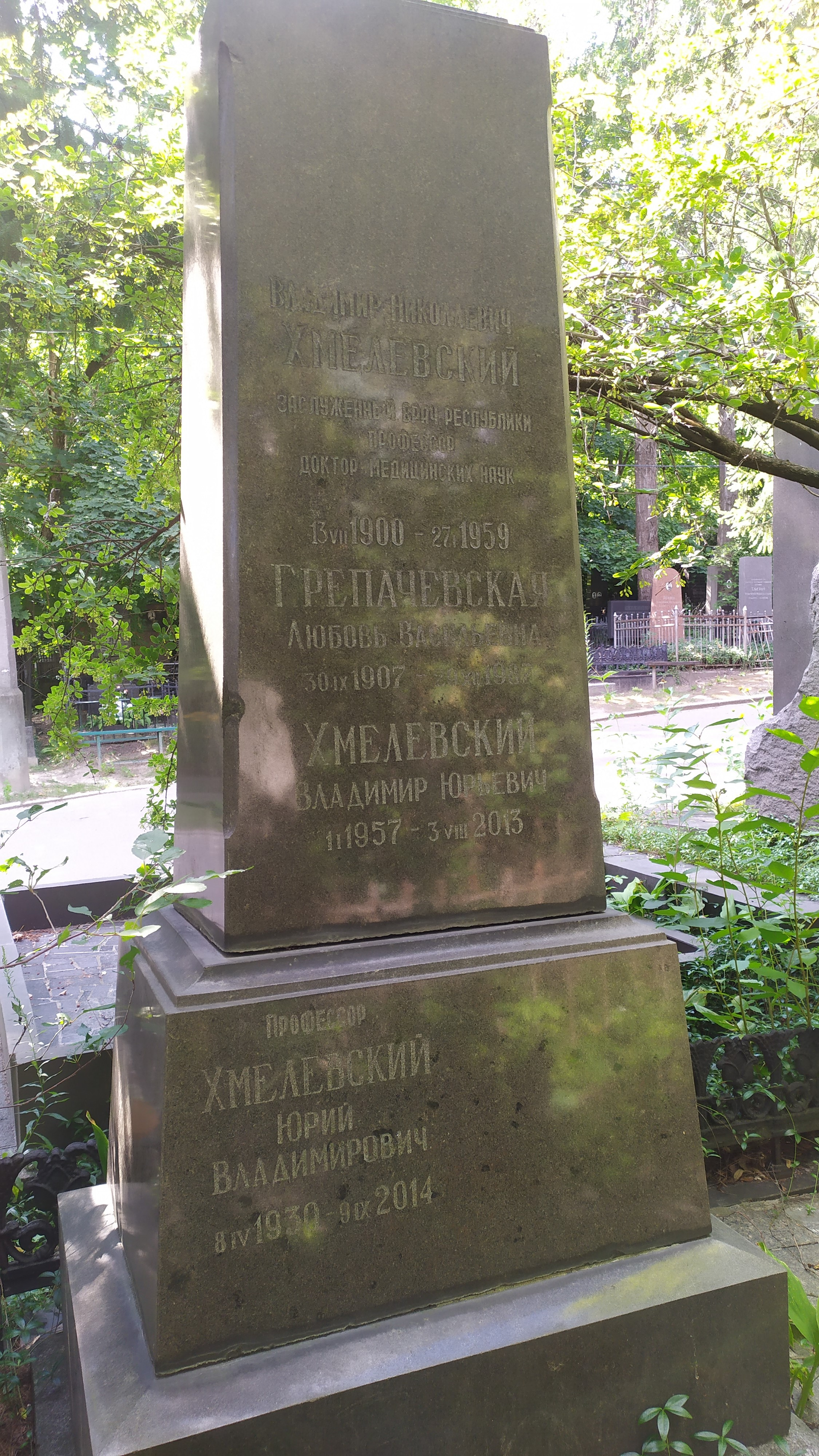
Могила Володимира Хмелевського та його родини, Байкове кладовище

У 1946 році захистив докторську дисертацію «Посилення родової діяльності глюкозою та кальцієм по методу автора». Того ж року очолив філію кафедри акушерства гінекології та перинатології Київського інституту удосконалення лікарів, яка розташовувалася в лікарні ОХМАТДИТ. З 1947 року — професор кафедри, з 1952 — її завідувач.
Помер 27 січня 1959 року. Похований разом з родиною на Байковому кладовищі.

## Родина
Дружина — Грепачевська Любов Василівна, донька земського лікаря міста Лубни. Працювала лікаркою-лаборанткою, пізніше — терапевткою.
Син — Юрій Хмелевський (1930—2014), доктор медичних наук, завідувач (1976—1997) і професор кафедри біохімії Київського медичного інституту.
Сестра Лідія жила в Батурині, працювала лікаркою.

## Наукова діяльність
Автор більш як 40 наукових праць. Праці Хмелевського присвячені вивченню гематом вагіни й вульви під час вагітності й пологів. Досліджував також проблеми запобігання гіпоксії плода в утробі, перинатальної смертності. 1946 запропонував власний метод посилення пологової діяльності за допомогою глюкози і препаратів кальцію.
Під керівництвом Хмелевського захищені 2 кандидатські дисертації.
Член ученої ради Міністерства охорони здоров'я УРСР, голова товариства акушерів-гінекологів Києва та Київської області, відповідальний секретар журналу «Педіатрія, акушерство та гінекологія».

## Нагороди
- Заслужений лікар УРСР (1945)
- Медаль «За доблесну працю у Великій Вітчизняній війні 1941—1945 рр.»